# Mareca
Mareca este un gen sau un subgen de rațe din familia Anatidae.
Speciile plasate acum în acest gen au fost anterior plasate în genul Anas. Un studiu filogenetic molecular de comparare a secvențelor de ADN mitocondrial publicat în 2009 a constatat că genul Anas, așa cum era definit atunci, nu era monofiletic. Pe baza filogenezei publicate, genul Anas a fost împărțit în patru genuri monofiletice, iar cinci specii existente au fost mutate în genul Mareca.
Genul Mareca a fost introdus de naturalistul englez James Francis Stephens în 1824. Specia tip este rața fluierătoare. Numele genului provine din cuvântul portughez Marreco pentru rață mică.

## Filogenie
Cladogramă bazată pe analiza lui Gonzalez și a colegilor publicată în 2009.
|  | \| \| Rață fluierătoare americană \| \| \| \| \| \| Rață fluierătoare ciliană \| \| \| \| |
|  |                                                                                           |
|  | Rață fluierătoare                                                                         |
|  |                                                                                           |
|  | Rață fluierătoare americană                                                               |
|  |                                                                                           |
|  | Rață fluierătoare ciliană                                                                 |
|  |                                                                                           |

|  | Rață fluierătoare americană |
|  |                             |
|  | Rață fluierătoare ciliană   |
|  |                             |

|  | Rață mică siberiană |
|  |                     |
|  | Rață pestriță       |
|  |                     |

|  | \| \| Rață fluierătoare americană \| \| \| \| \| \| Rață fluierătoare ciliană \| \| \| \| |
|  |                                                                                           |
|  | Rață fluierătoare                                                                         |
|  |                                                                                           |
|  | Rață fluierătoare americană                                                               |
|  |                                                                                           |
|  | Rață fluierătoare ciliană                                                                 |
|  |                                                                                           |

|  | Rață fluierătoare americană |
|  |                             |
|  | Rață fluierătoare ciliană   |
|  |                             |

|  | Rață mică siberiană |
|  |                     |
|  | Rață pestriță       |
|  |                     |

## Specii
Genul conține următoarele specii.
| Imagine | Denumire științifică | Nume comun                  | Distribuție |
| ------- | -------------------- | --------------------------- | --- |
|         | Mareca strepera      | Rață pestriță               | Europa, Asia și centrul Americii de Nord |
|         | Mareca falcata       | Rață mică siberiană         | Asia de Est |
|         | Mareca penelope      | Rață fluierătoare           | Europa și Asia |
|         | Mareca sibilatrix    | Rață fluierătoare ciliană   | Sudul Americii de Sud |
|         | Mareca americana     | Rață fluierătoare americană | La nord de Canada și Alaska și, de asemenea, în vestul interior prin Idaho, Colorado, Dakota și Minnesota, precum și în estul Washington și Oregon |